# Юлія Гвіччарді
Графиня Юлія Гвіччарді (нім. Julie Guicciardi, італ. Giulietta Guicciardi ; 23 листопада 1784, Премзель, — 22 березня 1856, Відень), у шлюбі графиня Галленберг (Gallenberg) — австрійська піаністка та співачка італійського походження. Окремі біографи Людвіга ван Бетховена називають Юлію (відомішу під ім'ям Джульєтти) його коханою. Їй присвячена «Місячна соната».

## Біографія
У віці 17 років Юлія переїхала з рідної Галичини у Відень, де жили родичі її матері — сім'я угорських графів Брунсвіків. Слідом за своїми кузинами, Терезою та Жозефіною фон Брунсвік, Юлія почала брати уроки музики у Бетховена, який не стягував з неї грошей за заняття. Натомість вона дарувала йому вишиті нею сорочки.
У біографіях Бетховена описується як жвава та кокетлива жінка. Можливо, вона і є та «чарівна дівчина» з вищого суспільства, про одруження з якою мріяв композитор у листі до Вегелера (листопад 1801 р.). Прямих доказів захопленості Бетховена австрійкою не знайдено. Відомо лише, що у 1801 року в Угорщині Бетховен написав «Місячну сонату», яку присвятив Джульєтті Гвіччарді:213. Гвіччарді також називають серед можливих адресаток знаменитого листа Бетховена загадковій «Безсмертній коханій».
Незабаром у Бетховена з'явився суперник — австрійський композитор В. Р. Галленберг, який часто бував в Італії. У 1803 році Галленберг і Юлія Гвіччарді одружилися та поїхали до Італії. В Італії вона зав'язала роман із князем Пюклером-Мускау, проте не розлучилася з чоловіком і повернулася з ним до Австрії 1821 року. Галленберг зазнавав фінансових труднощів, і Гвіччарді попросила матеріальної допомоги у Бетховена. Але той відмовив їй.
Юлія Гвіччарді померла 1856 року.

## Образ у мистецтві
- У біографічному фільмі Бернарда Роуза «Безсмертна кохана» (1994) роль Юлії Гвіччарді виконала Валерія Голіно, в телесеріалі Деймона Томаса та Урсул МакФарлейн «Геній Бетховена» (2005) — Еліс Ів[6].